# Кунінда

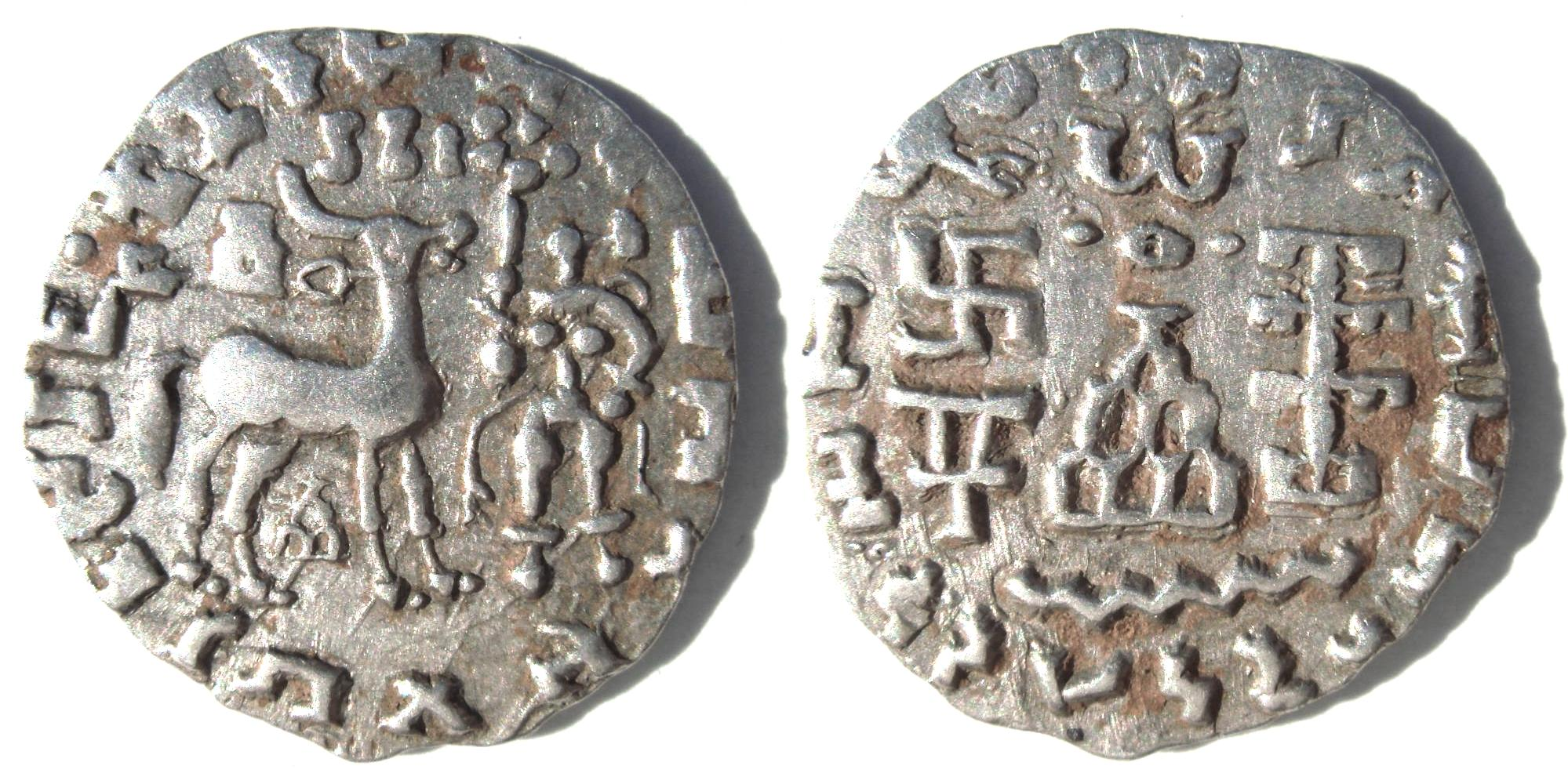
Куніндська срібна монета, біля 1 ст. до н. е.
Аверс: Олень коронований кобрами, якого відвідує Лакшмі з квіткою лотосу. Підпис пракритом зліва направо: «Великий цар Кунінди Амоґхабхуті».
Реверс: Ступа оточена триратною, свастикою, символом «Y» і деревом. Підпис на кхароштхі, справа наліво: «Великий цар Кунінди Амоґхабхуті».

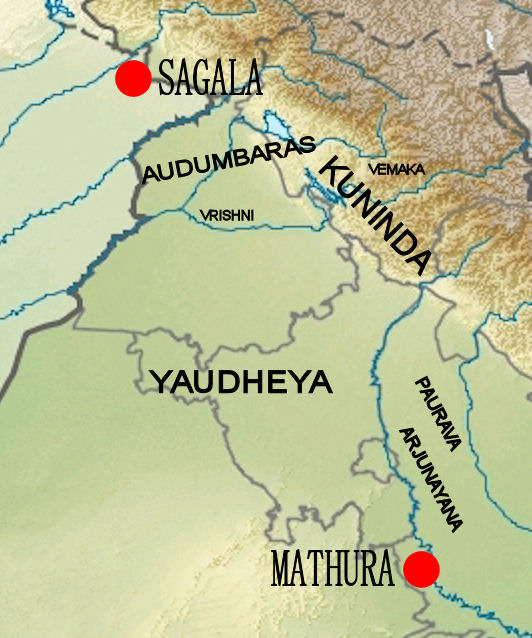

Кунінда або Кулінда в стародавній літературі — монархічна держава, що існувала в центральних Гімалаях з 2 століття до н. е. до 3 століття н. е., на території сучасного штату Уттаракханд та півночі штату Хімачал-Прадеш на півночі Індії.
Історія держави описана з 2 століття до н. е. Вона згадується в Пуранах та індійському епосі. Так, згідно з Махабхаратою, держава була захоплена Арджуною.
Одним з перших правителів держави був Амоґхабхуті, що правив територією у долинах річок Ямуна і Сатледж. Грецький історик Птолемей пов'язував виникнення Кунінди з районами витоків річок Ганг, Ямуна і Сатедж, тобто регіоном Ґархвал. Один з Едиктів Ашоки на колоні в Калсі (в Ґархвалі) вказував на проникнення буддизму до регіону в 4 столітті до н. е.
Держава Кунінда припинила існування в 3 столітті, а з 4 століття домінуючою релігією в регіоні став шайвізм.